# Lines per inch
lpi (англ. lines per inch) — количество линий на дюйм. Характеристика разрешения печати полутоновых (англ. halftone) изображений, широко применяется в полиграфии.
При печати полутонового изображения, например чёрно-белого используется одна краска — чёрная. Промежуточные градации серого формируются точками разной величины, таким образом множество небольших точек будет сливаться в серый цвет, крупные точки сформируют чёрный, а отсутствие — белый. Точки размещают в узлах квадратной решётки, шаг решётки (расстояние между центрами точек) и является величиной lpi.
Так как в традиционной полиграфии полноцветная печать получается путём полутоновой печати четырьмя красками (CMYK), термин lpi применим и для цветной печати.